# Operativer Vorgang
Der Operative Vorgang (OV) war ein Maßnahmenkatalog (Richtlinie 1/76) des Ministeriums für Staatssicherheit (MfS) der DDR für geheimdienstliche Ermittlungen und Aktivitäten gegen missliebige oder verdächtige Personen oder Personengruppen.

## Begriffsbestimmungen
Ein Operativer Vorgang ist ein „Registrierpflichtiger Vorgang und Sammelbegriff für Einzel- bzw. Gruppenvorgänge; angelegt, um im Rahmen von verdeckten, aber zum Teil auch offenen Ermittlungen gegen missliebige Personen vorgehen zu können“.

Ein Zentraler Operativer Vorgang (ZOV) konnte bei Personen oder Tatbeständen von erheblicher Bedeutung durch Entscheidung des Ministers oder des Leiters einer Bezirksverwaltung angelegt werden, dieser wurde dann von mehreren operativen Diensteinheiten in verschiedenen Teilvorgängen unter einer zentralen Leitung bearbeitet.

## Geschichte
1950 wurden erstmals Richtlinien für Ermittlungen und Maßnahmen gegen einzelne Personen oder Personengruppen durch das neue Ministerium für Staatssicherheit der DDR festgelegt. (Dabei wurde zwischen Einzel- und Gruppenvorgängen  unterschieden.)
1952 wurde erstmals der Begriff Operativer Vorgang definiert.
1976 wurden überarbeitete Festlegungen getroffen.
Zwischen 1985 und 1988 bearbeitete das MfS jährlich 4.500 bis 5.000 „Operative Vorgänge“.
Viele Betroffene erfuhren erst durch Akteneinsicht nach 1990 von den vom MfS gegen sie unternommenen umfangreichen Aktivitäten.

## Abläufe
Ausgangspunkt für die Ermittlungen waren Hinweise auf Aktivitäten, die nach Auffassung des Ministeriums für Staatssicherheit als verdächtig oder unerwünscht angesehen wurden. Diese wurden dann meist erst durch eine verdeckte Operative Personenkontrolle (OPK) untersucht.
Danach wurde bei Bedarf ein „Operativer Vorgang“ eingeleitet. Dieser wurde unter einem Decknamen in der Abteilung XII (Zentrale Auskunft/Speicher) der MfS-Zentrale in Berlin oder in einer Bezirksverwaltung registriert, die zu beobachtenden Personen (F 16) bzw. Personengruppen (F 17) wurden gesondert in zentralen Karteien erfasst. 
Bei anonymen Vorkommnissen wie Flugblättern, Parolen an öffentlichen Orten usw. wurden „Operative Vorgänge“ gegen unbekannt eingeleitet und nach möglichen Urhebern gesucht. Für jeden „Operativen Vorgang“ wurden ein oder mehrere hauptamtliche Mitarbeiter des MfS verantwortlich gemacht.
Dann wurden „Maßnahmepläne“ in einer festgelegten Reihenfolge erarbeitet.
Diese beinhalteten eine umfassende Beobachtung der Personen durch Inoffiziellen Mitarbeiter, sowie durch weitere geheimdienstliche
Maßnahmen wie Überwachung durch Abhörwanzen, Telefon- und Postkontrolle, heimliches Betreten der Wohnung usw. Dieses betraf auch Informationen über das Umfeld der Familie, Freunde, Arbeitskollegen.
Danach wurde durch den Minister oder andere leitende MfS-Mitarbeiter über weitere Maßnahmen entschieden.
Dieses konnte ein offizielles Ermittlungsverfahren sein, meist wurden aber unauffälligere Aktivitäten wie Störungen oder Zersetzungsmaßnahmen veranlasst. Das waren zum Beispiel das Herbeiführen von beruflichen Misserfolgen, Ehekrisen, Verleumdungen im persönlichen Umfeld, und ähnliches.  Es wurde auch versucht, die Zielperson als Inoffiziellen Mitarbeiter anzuwerben.
Bei Nicht-Bestätigung des Anfangsverdachts oder bei Erledigung des Falls konnten die Vorgänge abgeschlossen werden.
Viele „Operative Vorgänge“ wurden aber über viele Jahre durchgeführt.

## Einzelne Operative Vorgänge
Zentrale Operative Vorgänge
- ZOV „Sportverräter“, seit 1961, zur Untersuchung von DDR-Spitzensportlern, die in den Westen flohen[12]
- ZOV „Lyriker“, seit 1970, gegen den Liedermacher Wolf Biermann, 50 Aktenbände

- ZOV „Operation II“, seit 1980, gegen angebliche englische Spionage in der DDR-Mikroelekronik[13]
- ZOV „Kreis“, seit 1982, gegen drei Pfarrer, die den Altendorfer Friedenskreis in Thüringen leiteten[14]
- ZOV „Wespen“, seit 1985, gegen Frauen für den Frieden

Operative Vorgänge
„Operative Vorgänge“ wurden gegen zahlreiche Personen angelegt, die durch ihre Aktivitäten auffielen, darunter Bürgerrechtler, Schriftsteller, Künstler, Sportler und weitere.